# Christy Opara-Thompson
Christy Opara-Thompson (* 24. Dezember 1971, anderen Quellen zufolge 2. Mai 1970) ist eine ehemalige nigerianische Sprinterin, deren Spezialstrecken der 100- und 200-Meter-Lauf waren.

## Sportliche Erfolge
Opara-Thompson nahm an zwei Olympischen Sommerspielen (1992 und 1996) teil. 
Ihren größten Erfolg feierte sie bei den Spielen 1992 in Barcelona in der 4-mal-100-Meter-Staffel: Sie gewann gemeinsam mit Beatrice Utondu, Faith Idehen und Mary Onyali die Bronzemedaille und musste sich dabei in 42,81 Sekunden nur den Mannschaften der USA (42,11 Sekunden) und dem Vereinten Team  (42,16 Sekunden) geschlagen geben.
1993 wurde Opara-Thompson in Durban Afrikameisterin im Weitsprung und Dritte über 100 m. Bei den Commonwealth Games 1994 in Victoria siegte sie mit der 4-mal-100-Meter-Staffel, gewann die Silbermedaille im 100-Meter-Lauf und wurde Dritte im Weitsprung.

## Sonstiges
Bei einer Körpergröße von 1,70 Metern betrug ihr Wettkampfgewicht 63 kg.